# Quintiles
IQVIA (nata dalla fusione di Quintiles e IMS Health nel 2016) è la più grande multinazionale attiva nei servizi alle case farmaceutiche (CRO).
Fondata nel 1982 dallo statistico Dennis Gillings nel 2019 contava più di 67.000 dipendenti in più di 60 paesi nel mondo.
Ha sede vicino al Research Triangle Park in Carolina del Nord.